# یومبو (واییه دل کائوکا)
یومبو (واییه دل کائوکا) (به اسپانیایی: Yumbo) یک سکونتگاه مسکونی در کلمبیا است که در بخش بایه دل کائوکا واقع شده‌است.

## خصوصیات
یومبو ۲۲۲ کیلومترمربع مساحت و ۹۵٬۱۵۱ نفر جمعیت دارد و ۸۵۵ متر بالاتر از سطح دریا واقع شده‌است.